# 231-я артиллерийская бригада
231‑я артиллерийская бригада (бел. 231-я артылерыйская брыгада) — тактическое соединение Сухопутных войск Белоруссии.
Сокращённое наименование — 231 абр.
Пункт постоянной дислокации в деревне Боровка Витебской области. Соединение находится в составе Северо-Западного командования Сухопутных войск.

## История
В 1982 году, на основании приказа министра обороны СССР № 314/1 от 28 декабря 1982 года, в деревне Боровка создана 231‑я пушечная артиллерийская бригада. После введена в состав 7‑й танковой армии Белорусского военного округа. Позднее, в период независимости, 28 декабря установлен праздником воинской части.
После обретения республикой независимости переформирована в 231‑й артиллерийский полк в соответствии с директивой министра обороны Республики Беларусь № 5 от 4 января 1993 года.
30 июля 2003 года, на основании директивы министра обороны Республики Беларусь №Д‑53 от 29 ноября 2002 года, 231‑й артиллерийский полк переформирован в 231‑ю артиллерийскую бригаду Северо-Западного командования СВ Белоруссии.
В 2004 году 231‑я артиллерийская бригада была слита с 427‑м реактивным артиллерийским полком и 502‑м противотанковым артиллерийским полком и переименована в 231‑ю смешанную артиллерийскую бригаду по указанию директивы министра обороны Республики Беларусь №Д‑6 от 20 февраля 2004 года.
В соответствии с директивой министра обороны Республики Беларусь №Д‑5 от 12 февраля 2009 года 231‑я смешанная артиллерийская бригада с 1 декабря 2009 года переименована в 231‑ю артиллерийскую бригаду.
19 февраля 2005 года бригаде вручено Боевое Знамя нового образца после выхода соответствующего Указа Президента Республики Беларусь от 17 ноября 2000 года № 600.